# 山口県議会
山口県議会（やまぐちけんぎかい）は、山口県に設置されている地方議会である。

## 概要
自由民主党が極めて強い土地柄を反映し、同党の会派「自由民主党」が第一党を占めるが、2011年の統一地方選挙による選挙後、議長候補を巡って柳居俊学（大島郡区）を推す主流派と吉井利行（熊毛郡区）を推す非主流派9名が分裂、非主流派が新会派「自由民主党新生会」を結成して以降、自民党籍を持つ議員が複数の会派を構成する状態が続いている。
自民党新生会は当初第2会派の立場を確保していたが、2019年の統一地方選挙で吉井や岡村精二（宇部市区）の引退もあり、公明党・民政会（立憲民主党系）に次ぐ第4会派となった。さらに田中文夫（萩市区）の萩市長への転身を経て、2023年の統一地方選挙後の会派届出において自民党新生会の所属は橋本尚理（岩国市・和木町区）の1人となり、他の無所属議員が結成する一人会派と並ぶ第6会派に縮小した。
自民党新生会には前述の田中や岡村など河村建夫と関係の深い議員が所属していた（田中は河村の実弟、岡村は河村の長男である建一の選挙対策本部長）が、2023年に初当選した河村の元秘書である中本喜弘（美祢市区）は、同じく初当選した牛見航（防府市区）とともに新会派「政友会」を結成、同様に初当選の福田吏江子（周南市区）が1人会派「すずらんの会」を届出たことで、自民党系4会派が並立する状態となっている。
2011年の選挙で初当選した無所属議員がそれぞれ「一人会派」を結成し、以後も同様の状態が続いており、地方議会としては珍しく無所属の議員がいない状態となっている。
| 会派名             | 議員数 | 所属党派                          | 女性議員数 | 女性議員の比率(%) |
| ------------------ | ------ | --------------------------------- | ---------- | ----------------- |
| 自由民主党         | 26     | 自由民主党                        | 3          | 11.54             |
| 公明党             | 5      | 公明党                            | 1          | 20                |
| やまぐち県政会     | 4      | 立憲民主党2・国民民主党1・無所属1 | 0          | 0                 |
| 日本共産党         | 3      | 日本共産党                        | 1          | 33.33             |
| 政友会             | 2      | 無所属                            | 0          | 0                 |
| 自由民主党新生会   | 1      | 自由民主党                        | 0          | 0                 |
| 社民党・市民連合   | 1      | 社会民主党                        | 0          | 0                 |
| 新政クラブ         | 1      | 無所属                            | 0          | 0                 |
| 草の根             | 1      | 市民政党「草の根」                | 1          | 100               |
| 県民の誇りを育む会 | 1      | 無所属                            | 0          | 0                 |
| 光風会             | 1      | 無所属                            | 1          | 100               |
| すずらんの会       | 1      | 自由民主党                        | 1          | 100               |
| 合計               | 47     |                                   | 8          | 17.02             |

※2023年5月現在。
- 常任委員会
  - 総務政策委員会
  - 環境福祉委員会
  - 商工労働委員会
  - 農林水産委員会
  - 土木建築委員会
  - 文教警察委員会
- 特別委員会
  - 人口減少・地域活力維持対策特別委員会
- 議会運営委員会

- 事務局
  - 総務課
  - 議事調査課
  - 政務企画室
  - 秘書室

## 定数
- 47人
  - 以前は53人だったが、選挙区割りの見直し（後述）と県人口の減少傾向に伴い、2006年（平成18年）6月定例県議会で定数が見直され、翌2007年（平成19年）4月の任期満了に伴う選挙（統一地方選挙）から新定数となった[8]。

## 各選挙区の定数・区域・有権者数
- 選挙区数15
  - 原則として市・郡単位で選挙区が割り当てられている。
  - 以前は22選挙区だったが、いわゆる「平成の大合併」で山口県内の市町村数が大幅に減少し一部の郡が消滅する見通しとなったことから、合併の枠組みに応じて選挙区を統合して選挙区割の調整が行われ、2006年（平成18年）6月定例県議会で定数と共に見直され、翌2007年（平成19年）4月の任期満了に伴う選挙から新選挙区となった[8]。

| 選挙区名                       | 定数 | 市町                     | 有権者数  |
| ------------------------------ | ---- | ------------------------ | --------- |
| 下関市選挙区                   | 9    | 下関市                   | 218,046   |
| 宇部市選挙区                   | 5    | 宇部市                   | 137,615   |
| 山口市選挙区                   | 6    | 山口市                   | 158,962   |
| 萩市・阿武町選挙区             | 2    | 萩市・阿武町             | 42,841    |
| 防府市選挙区                   | 4    | 防府市                   | 96,124    |
| 下松市選挙区                   | 2    | 下松市                   | 47,160    |
| 岩国市・和木町選挙区           | 5    | 岩国市・和木町           | 116,621   |
| 光市選挙区                     | 2    | 光市                     | 42,903    |
| 長門市選挙区                   | 1    | 長門市                   | 28,696    |
| 柳井市選挙区                   | 1    | 柳井市                   | 26,763    |
| 美祢市選挙区                   | 1    | 美祢市                   | 20,542    |
| 周南市選挙区                   | 5    | 周南市                   | 119,230   |
| 山陽小野田市選挙区             | 2    | 山陽小野田市             | 51,685    |
| 周防大島町選挙区               | 1    | 周防大島町               | 13,761    |
| 上関町・田布施町・平生町選挙区 | 1    | 上関町・田布施町・平生町 | 25,383    |
| 合計                           | 47   |                          | 1,146,332 |

1票の格差は2.09倍である。　　　2021/6/1現在

## 主な山口県議会議員出身者
首長（現職）
- 福田良彦（岩国市長、元衆議院議員）
- 国井益雄（下松市長）
- 田中文夫（萩市長）
- 藤井律子（周南市長）
- 篠﨑圭二（宇部市長）

その他
- 安倍寛（元衆議院議員）
- 河村建夫（元衆議院議員、内閣官房長官等を歴任）
- 国光五郎（元衆議院議員）
- 三浦昇（元衆議院議員）
- 長谷川忠男（元山口県議会副議長）
- 古賀敬章（元衆議院議員）
- 中尾友昭（元下関市長）
- 松浦正人（元防府市長）
- 山田健一（元平生町長、元参議院議員）
- 木村健一郎（元周南市長）
- 大西倉雄（元長門市長）
- 久保田后子（元宇部市長）